# Solt
Solt [ʃolt] (deutsch Scholt, kroatisch Šolta) ist eine ungarische Stadt im Kreis Kalocsa im Komitat Bács-Kiskun.
Solt liegt an der Donau, in der großen Ungarischen Tiefebene. Solt hat mehr als 6000 Einwohner und befindet sich am Berührungspunkt der Wasser- und Binnenstraßen an einem zentralen Verkehrsmittelpunkt, der Kreuzung von drei wichtigen Verkehrsstraßen zwischen Budapest und Baja.

## Infrastruktur
Einige Kilometer nördlich von Solt betreibt Magyar Posta den Sender Solt, einen der weltweit größten Mittelwellensender. Der Sender arbeitet seit dem 1. Dezember 2017 auf 540 kHz mit 1680 kW Sendeleistung. 
In den 1930er-Jahren wurde in Solt eine Donaubrücke gebaut, die im Zweiten Weltkrieg von deutschen Truppen gesprengt wurde. In den 1950er-Jahren wurde die jetzige Brücke gebaut.

## Städtepartnerschaften
Solt listet drei Partnerstädte auf:
| Stadt                  | Land                | seit |
| ---------------------- | ------------------- | ---- |
| Dănești (Csíkdánfalva) | Harghita, Rumänien  | 2005 |
| Habichtswald           | Hessen, Deutschland | 2001 |
| Kerava                 | Finnland            | 2003 |

## Söhne und Töchter der Stadt
- Árpád Weisz (1896–1944), ungarischer Fußballspieler und -trainer
- Sándor Árizs (1935–2004), Opernsänger

## Sehenswürdigkeiten
- 1848er-Denkmal, erschaffen von József Kiss
- Károly-Vécsey-Büste, erschaffen von Mihály Mészáros
- Reformierte Kirche, erbaut 1790
- Römisch-katholische Kirche Mária Neve, erbaut 1870
- Schloss Vécsey, erbaut 1816 (heute Stadtbücherei und Kulturhaus)

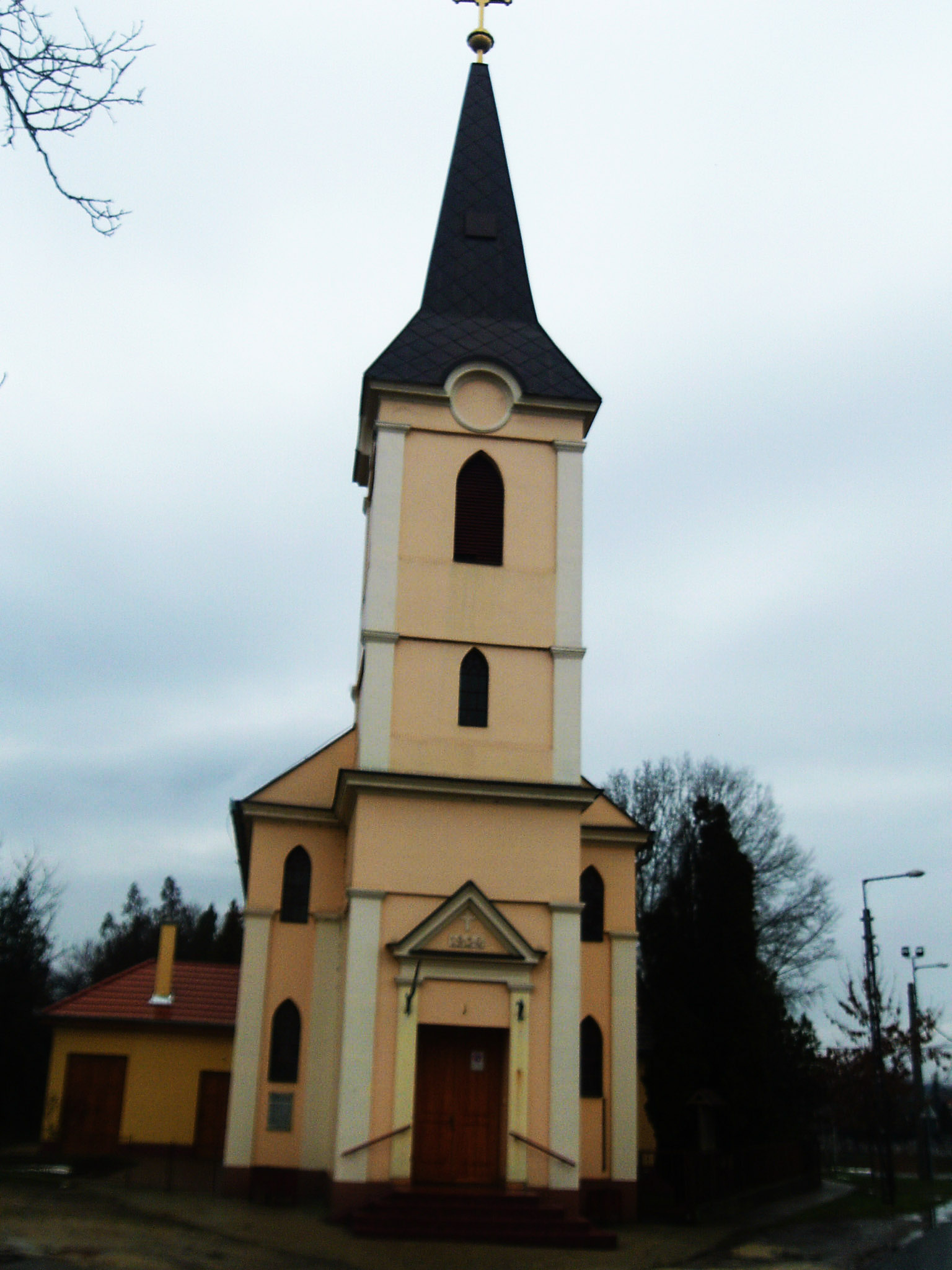
Römisch-katholische Kirche Mária Neve
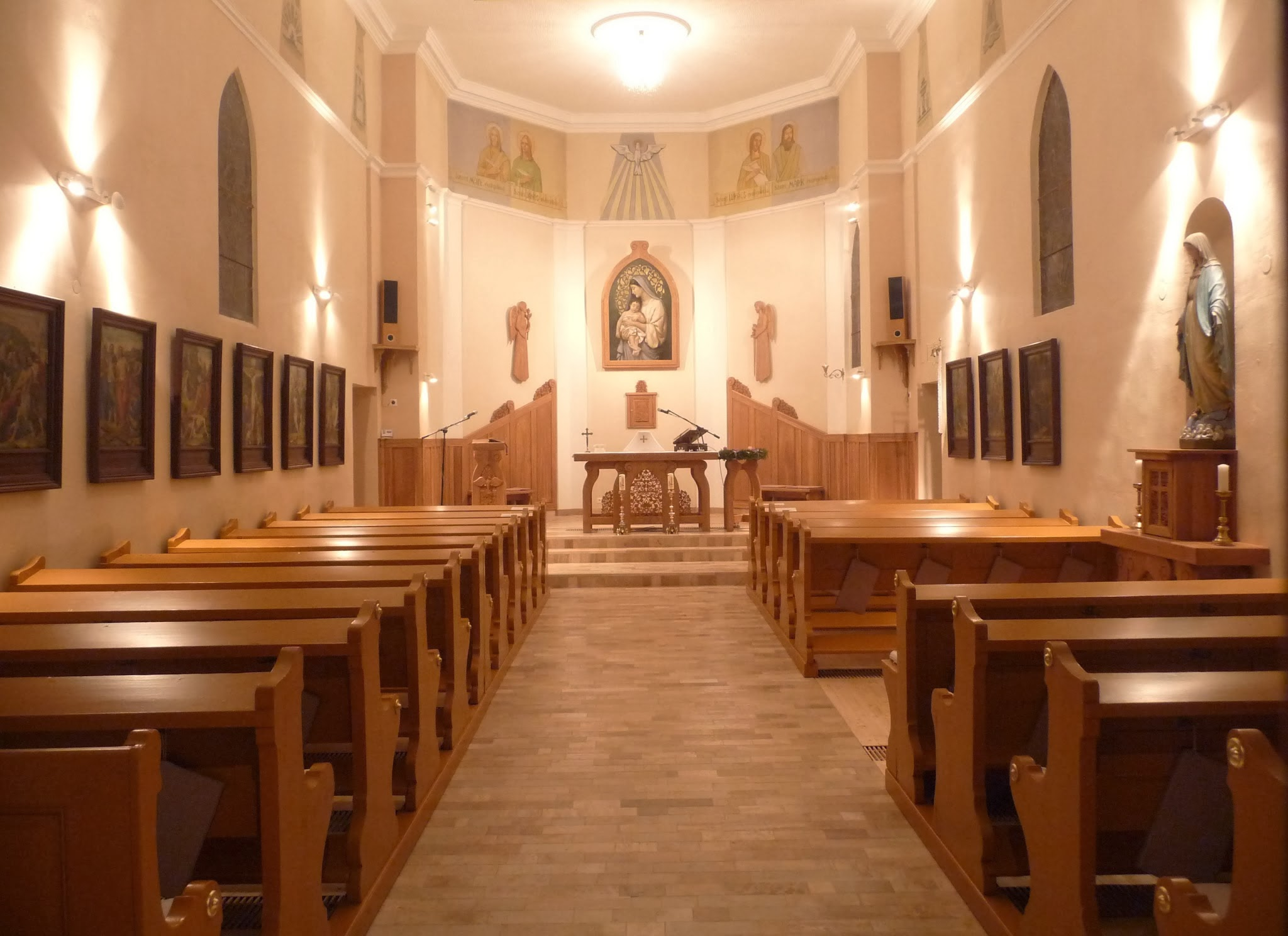
Innenraum der katholischen Kirche
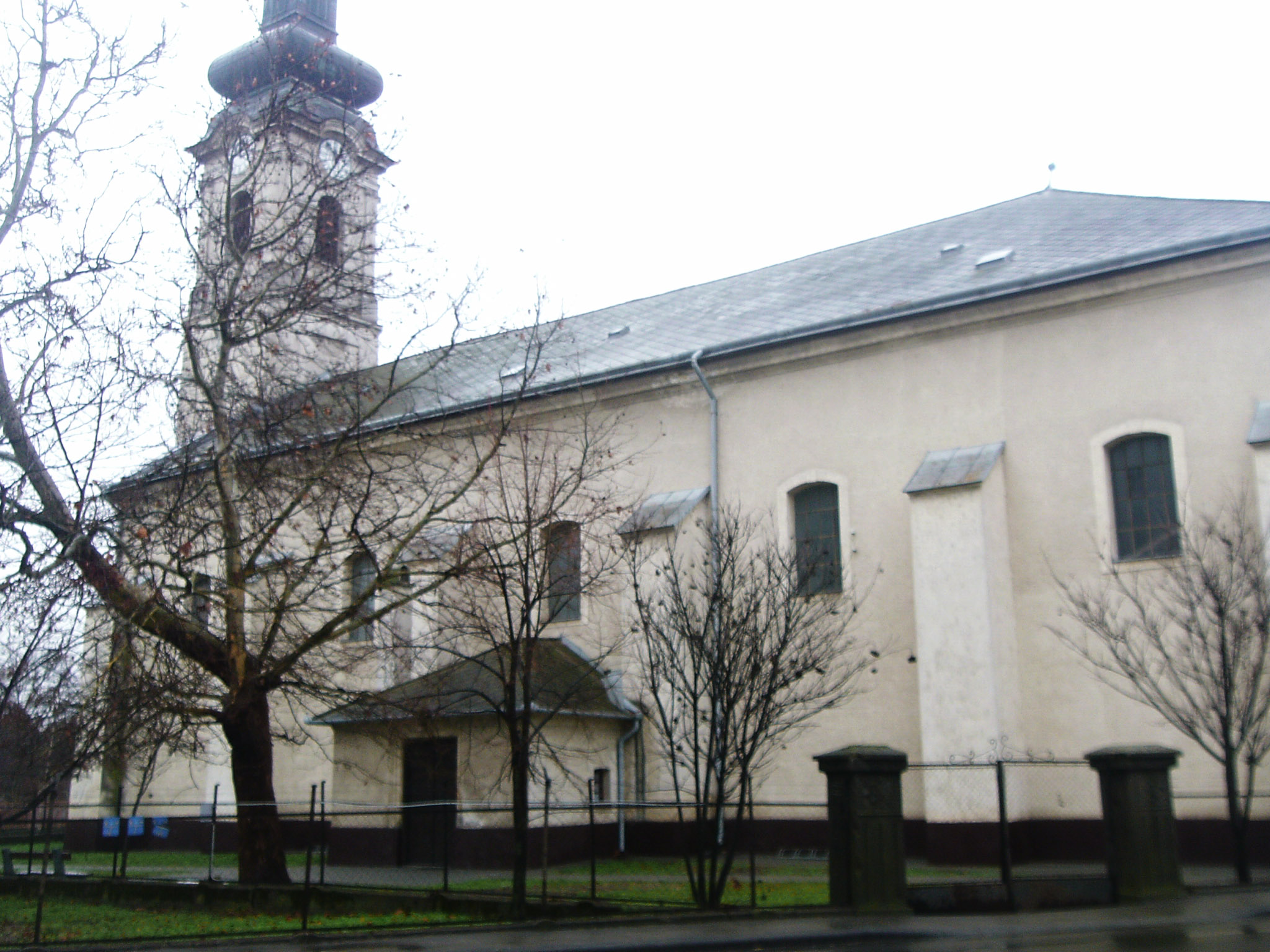
Reformierte Kirche
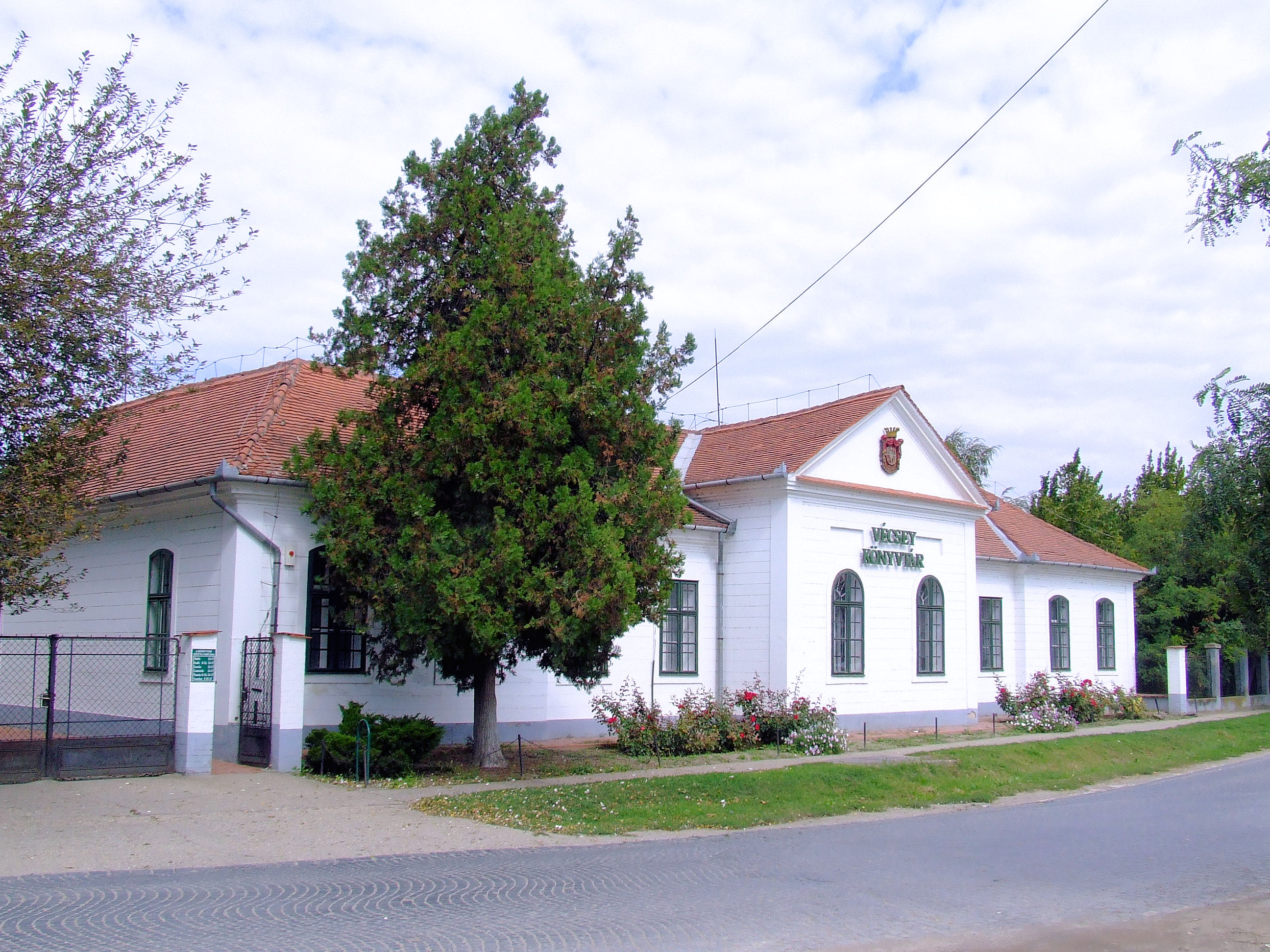
Schloss Vécsey
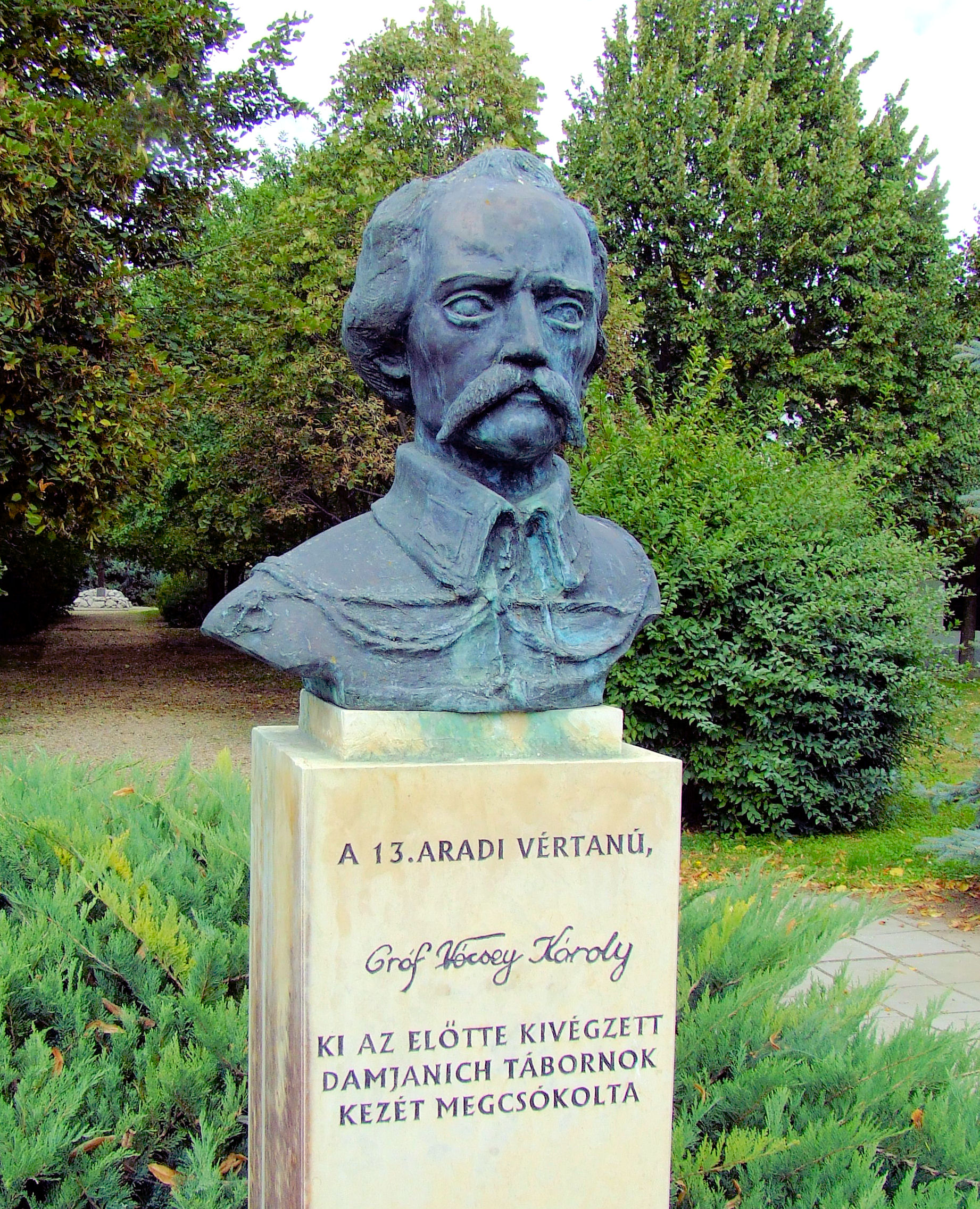
Büste von Károly Vécsey
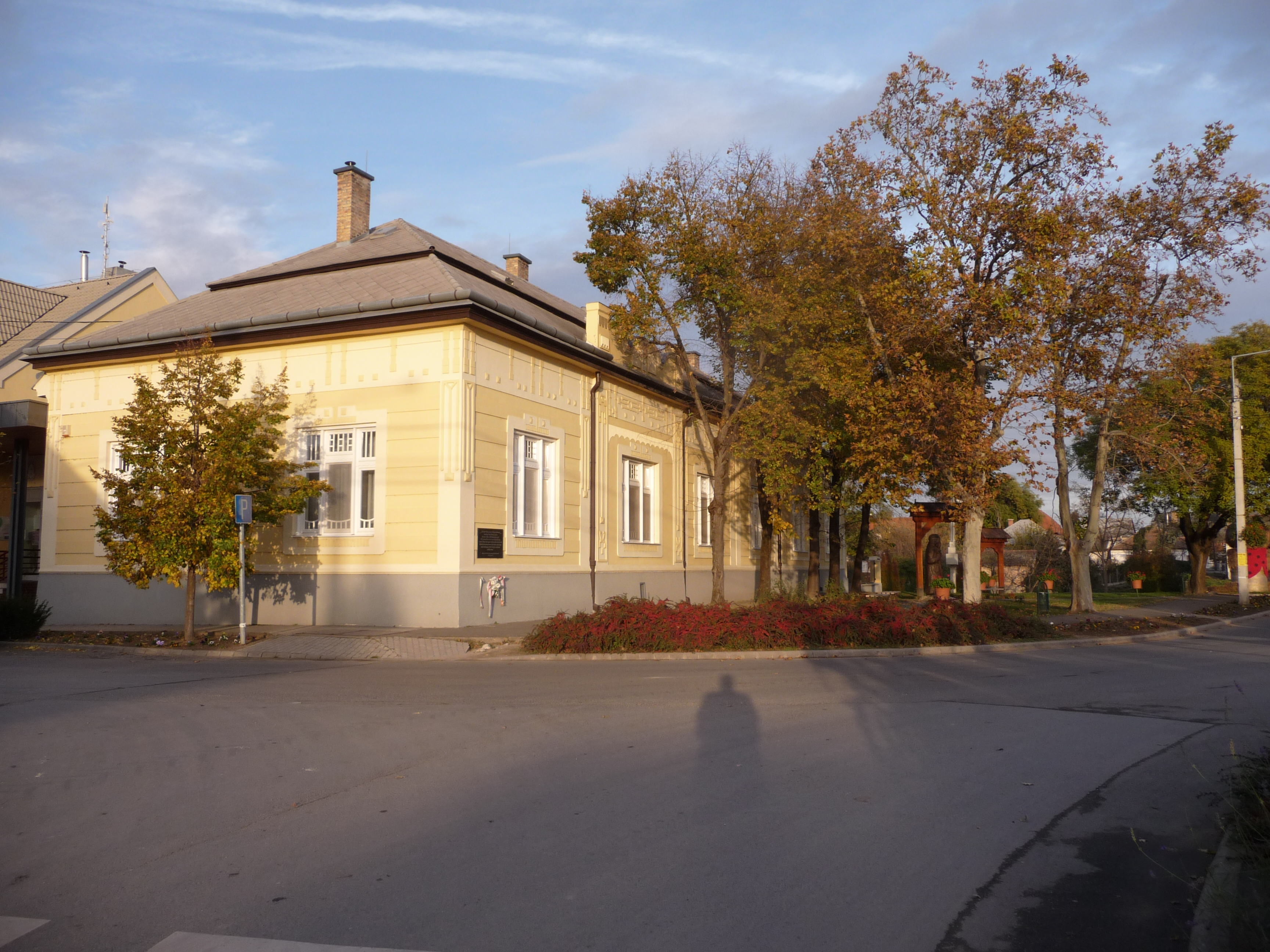
Rathaus